# Popsimonova
Lana Jastrevski, poznatija pod umjetničkim imenom Popsimonova je karlovačko-sisačka producentica, kompozitorica i DJ-ica elektroničke glazbe. Live performans karakterizira elektro zvuk 80-ih i jedinstveni vokal. Izdaje pjesme na engleskom i na hrvatskom.
Inspirirana je elektronskom školom osamdesetih, gdje se ponajviše osjeti utjecaj DAF i Suicide. Ona pak kao svoje utjecaje ističe DAF i Front 242 kao najveće te The Klinik, Dive, Suicide, Anne Clark, Malaria! i SPK. U svojem nastupu uživo koristi sintesajzer, laptop i glas, koji čudnom kombinacijom rusko-hrvatsko-srpsko-englesko-njemačkog osvaja slušatelje diljem Europe, od Berlina, Belgije i Beograda sve do Ukrajine.

## Karijera
Svirala je violinu prije nego se počela baviti elektroničkom glazbom.
Rođena je u Karlovcu, ali deset godina živjela je i djelovala u Sisku, gdje joj je i krenula glazbena karijera. I sama kaže da je Popsimonova stvorena tamo.
Popsimonova se glazbom počela baviti relativno kasno. Aktivna je u glazbenoj underground sceni od 2006. kao suosnivač uspješnog, ali kratkotrajnog synth pop-dua Dekolaž. Dekolaž je nastupio na Elektrana stageu-u festivala Exit 2007.
Nakon raspada Dekolaža 2008. započela je solo karijeru. 
Njen prvi solo uradak "Obrisi" nalazi se na kompilaciji Radio Resistance u izdanju Enfant Terrible. Zatim je izdala EP za belgijski Romance Moderne te prvi solo vinil za nizozemski Gooiland Elektro.
2015. pojavila se na DEEP kompilaciji u izdanju Daft Records.
Napravila je glazbu za kazališnu predstavu Ine Sladić u Zagrebu u Teatru &TD premijerno izvedenu 2015. Kaže da joj je jedna od najvećih želja napraviti soundtrack nekog filma.

## Diskografija
- Popsimonova (2014., vlastito izdanje)
- Die Brücke (LP, 2014., J.A.M. Traxx), Popsimonova & Zarkoff
- Brokedown Palace (2015., Rotterdam Electronic Emergencies)

### EP
- Falling down tonight/Voluntary work camp (2012., 0.5), Popsimonova & Zarkoff
- neimenovan (2013., Gooiland Elektro, Enfant Terrible)
- Break and enter (2014., Adriatiko Recordings), Popsimonova feat. Zarkoff
- After the fall (2019., Rotterdam Electronic Emergencies)

### Singlovi
- Obrisi (2009., Enfant Terrible), kompilacija naziva Radio Resistencia[6]
- Things that they didn't teach us (2012., Tacuara Records), Diktatur (Cesar Canali) & Popsimonova na EP-u Diktatur
- Ruby (Tuesday Mix) (2012., 0.5)
- Hazardous material (2012., Adriatiko Recordings), Selecto & Popsimonova na EP-u Selecto, Popsimonova & Zarkoff – Hazardous material
- Yellow lamps (2012., Romance Moderne)
- No hero (2016., InClub Records), Le Chocolat Noir feat. Popsimonova
- Chrono (2016., Kakakids records), Le Crabe feat. Popsimonova
- Empty eyes (2017., Tocasmydrum)
- Karmelita (Borgie Remix) (?., ?), Dorcelsius feat. Popsimonova